# Колін Вайт (1977)
Джон Колін Вайт (англ. John Colin White; 12 грудня 1977, м. Нью-Глазго, Канада) — канадський хокеїст, захисник. 
Виступав за «Лаваль Тайтен» (QMJHL), «Галл Олімпік» (QMJHL), «Олбані Рівер-Ретс» (АХЛ),  «Нью-Джерсі Девілс», «Сан-Хосе Шаркс».
В чемпіонатах НХЛ — 789 матчів (21+108), у турнірах Кубка Стенлі — 111 матчів (2+14). 
Досягнення
- Володар Кубка Стенлі (2000, 2003).